# Flávio Carneiro
Flávio Carneiro (Goiânia, 26 de abril de 1962) é um professor, escritor, crítico literário e roteirista brasileiro. Começou a vida literária em 2000 e, logo depois, lançou diversas obras em língua portuguesa, inglesa e alemã, as quais chegaram a receber e ser indicadas a renomados prêmios nacionais.

## Biografia
Nascido em 1962 em Goiânia, Goiás, passou sua infância e adolescência na sua cidade-natal. Graduado em Letras pela Universidade do Estado do Rio de Janeiro (UERJ), concluiu o mestrado e o doutorado pela Pontifícia Universidade Católica do Rio de Janeiro (PUC-Rio).
Em 2006, escreveu sua obra fictícia mais renomada, A Confissão, que retrata a história de um vampiro que capta a alma de mulheres com quem tem relações sexuais. Entre 2000 e 2007, escreveu alguns relatos críticos para O Globo e Jornal do Brasil. Promoveu a Copa da Cultura, projeto do Ministério da Cultura do Brasil, realizado em parceria com o governo alemão, a fim de divulgar a cultura brasileira durante a Copa do Mundo de 2006.

## Filmografia
- A Noite do Capitão (2014)
- Bodas de Papel (2008)